# Paul (bakkerij)
Paul is een Franse keten van bakkers/cafe-restaurants, die in 1889 is opgericht door Karel Mayot in de stad Croix, in het departement Nord in Frankrijk. De keten is gespecialiseerd in  Franse producten en serveert onder meer brood, crêpes, sandwiches, macarons, soepen, cakes, gebak, koffie, wijn en bier.
Paul behoort tot Groupe Holder, die ook eigenaar is van de Franse luxe bakkerij Ladurée .
Boulangeries Paul SAS heeft zijn wereldwijde hoofdkantoor in Marcq-en-Barœul, in de regio Lille, in Frankrijk en is actief in 47 landen.

## Geschiedenis
Julien Holder trouwde met Suzanne, de kleindochter van Karel Mayot. De Holders openden in 1935 hun eigen bakkerij in Lille . De Holders en hun zoon Francis namen een bekendere bakkerij-patisserie over die eigendom was van de familie Paul, en behielden de naam "Paul".
Na de dood van zijn vader in 1958 nam Francis Holder de familiebakkerij in Lille over. Met de hulp van zijn moeder breidde hij het bedrijf uit en toen in 1965 de Nouvelles Galeries opende, bood hij onmiddellijk aan hen brood te leveren. Onder de naam "Moulin Bleu" leverde Francis Holder brood aan Auchan en Monoprix vanuit zijn bakkerij in Lambersart. In 1970 kon hij een verlaten industrieterrein kopen in La Madeleine, in de buitenwijken van Lille, om er een enorme bakkerij op te richten.
De installatie van een houtkachel in de oorspronkelijke bakkerij in Lille in 1972 bleek zo populair dat, toen de Paul-keten zich uitbreidde in Franse winkelcentra in Parijs en andere grote Franse steden, deze in de inrichting van de winkels werd opgenomen. Afgezien van een verandering van kleurstelling in 1993 (naar het nu kenmerkende zwart), is de lay-out en visuele esthetiek van Paul-winkels niet veranderd.